# Ангира, Джаред
Джаред Ангира (англ. Jared Angira; 21 ноября 1947, Британская Кения) — кенийский поэт. По мнению критиков «первый по-настоящему значимый поэт страны».

## Биография
С 1968 по 1971 год изучал коммерческие науки в Университете Найроби. Бо́льшую часть своей трудовой жизни провёл на кенийской государственной службе в порту Момбаса.
После критики политических и социальных событий в Кении, режим дважды подвергал поэта арестам. Обвинялся в попытке неудавшегося переворота 1982 года. Увольнялся с работы. В июле 2005 года покинул Кению.
В 1968 году внёс большой вклад в  выпуске первого номера журнала «Busara», в 1969 году был назначен его главным редактором.
Был основателем Ассоциации писателей Кении.

## Творчество
Как и многие его современники африканские поэты, Ангира не получил критического одобрения, которого, как многие считают, он заслуживает. Джаред Ангира является новатором и ведущим экспериментатором в поэзии Кении. Его поэзия философична, лирична, медитативна. Творчество Ангиры контрастирует с общим тоном кенийской поэзии 1970-х, с её характерной «лозунговостъю» и некоторой прямолинейностью образов. Стихи Ангиры обманчиво просты.
Основное внимание Ангира уделяет теме утраты африканцами своей африканской сущности, продолжением этой темы становится в творчестве Ангиры тема «потерянности» личности вообще, угнетенности её обществом. В то же время Ангира предстаёт как поэт настроения, даже поэт-импрессионист, запечатлящий на страницах свои одномоментные ощущения.
Будучи марксистским поэтом, он однажды провозгласил: «Карл Маркс — мой учитель; Пабло Неруда, мой классный преподаватель (когда я нахожусь в классе) и мой капитан (когда я нахожусь на поле битвы)». Кумирами Ангиры в поэзии являются Пабло Неруда, Владимир Маяковский и Крис Окигбо.
Его поэзия это проявление критической озабоченности социальной несправедливостью в обществе после обретения страной независимости.
Опубликовал семь сборников стихов.

## Избранные произведения
- Соки, 1970
- Тихие голоса, 1972
- Мягкие кораллы, 1973
- Каскады, 1979
- Года идут, 1980
- Приливы времени: избранные стихотворения, 1996.

В России стихи печатались в 1998 году в сборнике «Строфы века-2. Антология мировой поэзии в русских переводах XX века».